# Абд аль-Мутталиб
А́бд аль-Мутта́либ ибн Ха́шим ибн А́бд Мана́ф аль-Кураши́ (араб. عبد المطلب بن هاشم بن عبد مناف القرشي‎; ок. 497, Ясриб — 578, Мекка, Хиджаз) — дедушка исламского пророка Мухаммеда.

## Биография
Шейба ибн Хашим родился в Медине около 497 года. Его отец — Хашима ибн Абд Манафа был прародителем рода хашимитов, а мать Сальма бинт Амр была влиятельной женщиной из племени Бану аль-Хазрадж и рода бану Наджар. После смерти Хашима ибн Абд Манафа обязанности по организации хаджа перешли к его родному брату Мутталибу ибн Абд Манафу. Когда Мутталиб ибн Абд Манаф приехал в Медину, он забрал Шейбу с собой в Мекку. В Мекке думали, что Шейба был рабом Мутталиба, поэтому его стали называть Абд аль-Мутталибом (араб. عبد المطلب‎ — раб Мутталиба). После смерти Мутталиба, Абд аль-Мутталиб взял на себя обязанности по организации хаджа и добился большого уважения среди народа.
После смерти матери пророка Мухаммеда Амины бинт Вахб, Абд аль-Мутталиб взял под свою опеку шестилетнего внука Мухаммеда, но через два года он умер и опекунство взял его сын Абу Талиб.

## Дети
У Абд аль-Мутталиба было 10 сыновей и 6 дочерей:
1. Харис ибн Абд аль-Мутталиб[англ.]
2. аз-Зубайр ибн Абд аль-Мутталиб[англ.]
3. Абу Талиб ибн Абд аль-Мутталиб — отец праведного халифа Али ибн Абу Талиба, основателя династии Алидов
4. Абдуллах ибн Абд аль-Мутталиб — отец пророка Мухаммада
5. Хамза ибн Абд аль-Мутталиб — дядя пророка Мухаммеда, участник сражений против мекканских многобожников
6. Абд аль-Узза ибн Абд аль-Мутталиб (Абу Лахаб) — один из ярых противников пророка Мухаммеда в позднемекканский период его деятельности
7. Гидак ибн Абд аль-Мутталиб
8. Маквам ибн Абд аль-Мутталиб
9. Сафар ибн Абд аль-Мутталиб
10. аль-Аббас ибн Абд аль-Мутталиб (566—653) — младший сын Абд аль-Мутталиба, отец Абдуллы ибн Аббаса, основателя династии Аббасидов
11. Сафия бинт Абд аль-Мутталиб — тётя пророка Мухаммеда, мать Зубайра ибн Аввама[3].